# Microhoria nectarina
Microhoria nectarina is een keversoort uit de familie snoerhalskevers (Anthicidae). De wetenschappelijke naam van de soort is voor het eerst geldig gepubliceerd in 1794 door Panzer.